# Vejdejordloppa
Vejdejordloppa (Psylliodes isatidis) är en skalbaggsart som beskrevs av Heikertinger 1912. Vejdejordloppa ingår i släktet Psylliodes, och familjen bladbaggar. Arten har ej påträffats i Sverige.